# يحيى شواف
يحيى شواف النعمي (ولد في 16 سبتمبر 1984) هو لاعب كرة قدم سعودي .
لعب سابقاً لأندية الرياض والمجزل والدرعية و أبها .

## روابط خارجية
- يحيى شواف على موقع قاعدة بيانات كرة القدم.إي يو (الإنجليزية)
- يحيى شواف على موقع Soccerway.com (الإنجليزية)